# Augusztus 14.
Augusztus 14. az év 226. (szökőévben 227.) napja a Gergely-naptár szerint. Az évből még 139 nap van hátra.
Névnapok: Marcell + Atanáz, Atanázia, Bere, Celesztina, Marsall, Menta, Menyhért, Mikeás, Misa, Montika, Özséb, Tanázia

## Események
- 1385 – A krevai unióról szóló szerződés megkötése Lengyelország és Litvánia között. II. (Jagelló) Ulászló a lengyel trónra lépve megalapítja a Jagelló-dinasztiát.
- 1914 – A lotaringiai csatában a francia hadsereg sikertelenül támadja a németeket.
- 1920 – Csehszlovákia és a Szerb–Horvát–Szlovén Királyság (a későbbi Jugoszláv Királyság) magyarellenes szövetségre lépnek, ez lesz a kisantant első szerződése.
- 1921 – A Baranya–bajai Szerb–Magyar Köztársaság kikiáltása Pécsen.
- 1945 – Japán kapitulációjával véget ér a második világháború.
- 1947 – Pakisztán elszakad a Brit Birodalomtól és kikiáltja függetlenségét.
- 1949 – A 2. Világifjúsági Találkozó megnyitása Budapesten.
- 1952 – Elhunyt balesetben Marcel Loubens francia barlangász.
- 1952 – Rákosi Mátyás lesz Magyarország miniszterelnöke.
- 1962 – Páros űrrepülés során megközelíti egymást két szovjet űrhajó, a Vosztok–3 és a Vosztok–4.
- 1966 – Hold körüli pályára áll az amerikai Lunar Orbiter 1.
- 1980 – Lech Wałęsa vezetésével sztrájk kezdődik a gdański Ursus hajógyárban.
- 1994 – Francia ügynökök Szudánban elfogták "Carlos" Ilich Ramírez Sánchezt, a Sakál néven ismert terrorista vezért.
- 2003 – Hatalmas áramszünet New Yorkban
- 2008 – Grúzia az orosz-grúz konfliktus miatt kilép a Független Államok Közösségéből.
- 2013 – Az Egyesült Államokbeli Birminghamban az UPS teherszállító repülőgépe lezuhant Birmingham–Shuttlesworth repülőterétől nem messze. (A gép egy 9,8 éves Airbus A300 volt. A legénység mind a két tagja életét vesztette.)
- 2015 – Az Egyesült Államok havannai nagykövetségének épületén – fél évszázad után – ismét felvonják az amerikai lobogót. (Véget ért a hidegháború Kuba és az USA közt.)[1]

## Sportesemények
Olimpiai játékok
- 1932 –  Los Angelesben a X. nyári olimpiai játékok zárónapja

Formula–1
- 1960 –  portugál nagydíj, Porto - Győztes: Jack Brabham (Cooper Climax)
- 1977 –  osztrák nagydíj, Österreichring - Győztes: Alan Jones (Shadow Ford)
- 1983 –  osztrák nagydíj, Österreichring - Győztes: Alain Prost (Renault Turbo)
- 1994 –  magyar nagydíj, Hungaroring - Győztes: Michael Schumacher (Benetton Ford)

## Születések
- 1688 – I. Frigyes Vilmos porosz király († 1740)
- 1727 – Anna Henrietta francia királyi hercegnő († 1752)
- 1727 – Lujza Erzsébet francia királyi hercegnő († 1759)
- 1742 – VII. Piusz pápa († 1823)
- 1777 – Hans Christian Ørsted dán fizikus és vegyész († 1851)
- 1811 – Adam Clark (Clark Ádám) brit skót mérnök, a budapesti Széchenyi lánchíd építésének vezetője és a budai Váralagút tervezője. († 1866)
- 1842 – Jean Gaston Darboux francia matematikus († 1917)
- 1850 – Dolinay Gyula magyar ifjúsági író, újságíró (ld. még Nagyharsány) († 1915)
- 1862 – Henrik porosz királyi herceg († 1929)
- 1867 – John Galsworthy Nobel-díjas angol író, A Forsyte Saga szerzője († 1933)
- 1872 – Borsos István amerikai magyar református lelkész, misszionárius († 1943)
- 1889 – Willi Münzenberg német kommunista újságíró, lapkiadó, propagandista († 1940)
- 1912 – Frank Oppenheimer amerikai részecskefizikus († 1985)
- 1922 – Leslie Marr brit autóversenyző († 2021)
- 1925 - Kemény István magyar szociológus († 2008)
- 1926 – René Goscinny francia humorista, képregényíró (Asterix) († 1977)
- 1936 – Ben Carruthers amerikai színész († 1983)
- 1941 – David Crosby amerikai gitáros, énekes és dalszerző († 2023)
- 1942 – Jackie Oliver brit autóversenyző
- 1945 – Steve Martin Oscar-díjas amerikai színész és komikus
- 1945 – Wim Wenders német filmrendező, forgatókönyv-író
- 1947 – Danielle Steel amerikai írónő
- 1951 – Jocelyne (Jocelyne Esther Journo) tunéziai származású franciaénekesnő († 1972)
- 1951 – Kovács János, a Magyar Állami Operaház Kossuth-díjas vezető karmestere
- 1953 – James Horner amerikai zeneszerző, karmester († 2015)
- 1958 – Ungár Klára magyar politikus
- 1959 – Magic Johnson amerikai kosárlabdázó
- 1960 – Sarah Brightman brit énekesnő
- 1960 – Szilágyi Olga Beatrix magyar színésznő, operetténekes, tanár
- 1965 – Janik László magyar színész, rendező
- 1966 – Halle Berry amerikai színésznő, modell és szépségkirálynő
- 1967 – Tatár Gabriella magyar színésznő
- 1968 – Farkas Péter olimpiai bajnok birkózó
- 1970 – Kálid Artúr magyar színész
- 1978 – Böőr Zoltán magyar labdarúgó
- 1983 – Mila Kunis ukrán származású amerikai színésznő
- 1984 – Jimmy Jones Tchana francia-kameruni labdarúgó, csatár
- 1986 – Széles Izabella magyar énekesnő
- 1988 – Korsós Judit (Lola) magyar énekesnő
- 1989 – Jonathan Paredes világbajnoki ezüstérmes mexikói szupertoronyugró

## Halálozások
- 0582 – II. Tiberiosz bizánci császár (* 540 körül)
- 1040 – I. Duncan skót király (* 1001)
- 1433 – I. János portugál király (* 1358)
- 1754 – Habsburg Mária Anna portugál királyné (* 1683)
- 1794 – Id. George Colman angol drámaíró, fordító, színházigazgató (* 1732)
- 1841 – Johann Friedrich Herbart német filozófus, pedagógus (* 1776)
- 1860 – André Marie Constant Duméril francia zoológus (* 1774)
- 1884 – Lengyel Dániel orvos, honvédorvos, tanár, gimnáziumi igazgató (* 1815)
- 1952 – Marcel Loubens francia barlangkutató. (* 1923)
- 1956 – Bertolt Brecht német drámaíró, költő (* 1898)
- 1958 – Tilli Endre olimpiai bronzérmes, világbajnok tőrvívó (* 1922)
- 1959 – Jávor Pál, magyar színész (* 1902)
- 1966 – Sergiu Celibidache román karmester, zeneszerző, pedagógus, akadémikus (* 1912)
- 1967 – Bob Anderson brit autóversenyző (* 1931)
- 1972 – Jules Romains (er. Louis Henri Jean Farigoule) francia költő, író (* 1885)
- 1976 – Holló László Munkácsy- és Kossuth-díjas festőművész (* 1887)
- 1978 – Féja Géza magyar író, újságíró, szerkesztő (* 1900)
- 1978 – Ordass Lajos evangélikus püspök (* 1901)
- 1986 – Montágh Imre magyar logopédus, tanár (* 1935)
- 1987 – Schwott Lajos karikaturista, grafikus (* 1907)
- 1988 – Enzo Ferrari olasz versenyautó-tervező, a Ferrari autógyár alapítója (* 1898)
- 1991 – Alberto Crespo argentin autóversenyző (* 1930)
- 1994 – Elias Canetti osztrák író (* 1905)
- 1995 – Tatár Imre gazdálkodó, hungarista politikus, országgyűlési képviselő (* 1903)
- 2003 – Tonk Sándor történész (* 1947)
- 2004 – Czesław Miłosz Nobel-díjas lengyel költő (* 1911)
- 2008 – Keserű János magyar agrármérnök, politikus (* 1926)
- 2014 – Gulyás Géza válogatott labdarúgó (* 1931)
- 2014 – Ádám Jenő horvátországi és magyarországi politikus (* 1923)
- 2021 – Igor Ojsztrah ukrán hegedűművész, David Ojsztrah fia (* 1931)
- 2024 – Gena Rowlands kétszeres Golden Globe-díjas amerikai színésznő (* 1930)

## Nemzeti ünnepek, emléknapok, világnapok
- a függetlenség napja Pakisztánban (1947)
- a barlangászok világnapja, 1952-ben ezen a napon hunyt el balesetben Marcel Loubens barlangász.
- a Gerakan Pramuka cserkészszövetség napja Indonéziában